# Daniel Dewar et Grégory Gicquel
Pour les articles homonymes, voir Daniel Dewar, Dewar et Gicquel.
Daniel Dewar et Grégory Gicquel (parfois écrit Daniel Dewar & Grégory Gicquel ou Dewar et Gicquel), sont deux sculpteurs qui travaillent ensemble et qui sont lauréats du prix Marcel-Duchamp 2012.

## Biographies
Daniel Dewar est né en 1976 à Forest of Dean en Angleterre et Grégory Gicquel est né en 1975 à Saint-Brieuc en France. Depuis la fin de leurs études à l’école des Beaux-Arts de Rennes en 2000, ils vivent et travaillent à Paris. 

## Œuvres
Ils sont auteurs d'œuvres diversifiées tels que par exemple une raie manta servie avec son nunchaku sur lit de perles en céramique azur, d'hameçons géants en tapis péruviens, lavabos, bidets ou encore des baignoires. Ils se sont distingués en réalisant un gisant en dolérite, sculpture nommée Gisant 175, récompensée par le prix Marcel-Duchamp 2012. Alfred Pacquement, le directeur du musée national d'art moderne et président du jury au prix Marcel-Duchamp a fait ce commentaire : leur « relation à la sculpture monumentale est apparue particulièrement originale. L’usage des matériaux, sans exclure les pratiques artisanales et le fractionnement des volumes, y compris sous la forme de films d’animation, élargit chez eux les standards esthétiques tandis que leurs thématiques se réfèrent aux loisirs ou aux traditions culturelles les plus populaires ».

## Expositions personnelles
2019
« Body of Work », Jan Kaps, Cologne, Allemagne
« L'eau des limbes », Galerie Raymond Hains, Saint-Brieuc, France
« Mammalian Fantasies », Kunsthalle Basel, Bâle, Suisse
2018
« ROSA AURORA ROSA », C L E A R I N G, New York
2017
« The Mammal and the Sap », Portikus, Francfort, Allemagne
« Le Nu et la Roche », HAB Galerie, Nantes, France
« The nude and the sap », Witte de With, Rotterdam, Pays-Bas
2016
« Stoneware murals », Galerie Loevenbruck, Paris, France
« Stoneware Murals and Vessels, Tapestries and Wood Carvings », Jan Kaps, Cologne, Allemagne
« Digitalis », Kiosk Gallery, Gand, Belgique
2015
« Daniel Dewar & Grégory Gicquel », Front Desk Apparatus, New-York, États-Unis
« Stoneware Murals », Établissement d'en face projects, Bruxelles, Belgique
2014
« Daniel Dewar et Grégory Gicquel », Galerie Micheline Szwajcer, Bruxelles, Belgique
« Tapisseries », Vieille Eglise Saint-Vincent, Mérignac, France
« La jeune sculpture, Daniel Dewar et Grégory Gicquel », Musée Rodin, Paris, France
2013
« Le Hall », Espace 315, Centre Pompidou (prix Marcel Duchamp 2012), Paris, France
« Jus d'orange », Palais de Tokyo, Paris, France
« Mr I / Dewar & Gicquel », Graff Mourgue d'Algue, Genève, Suisse
2012
« Crêpe Suzette », Spike Island, Bristol, Royaume-Uni
2011
« Sculptures sur bois, tapisseries et céramiques, 2010-2011 », Galerie Loevenbruck, Paris, France
2008
« Mason Massacre », Les Collections de St Cyprien, St Cyprien, France
2007
« Dewar & Gicquel », FRAC Basse-Normandie, Caen, France
« Dewar & Gicquel », Chapelle du Genêteil, Centre d'Art Contemporain, Château-Gontier, France
« Dewar & Gicquel », Palais de Tokyo, Paris, France
2006
« Hazelnut Cottage », Galerie Loevenbruck, Paris, France
« Strike a pose », VCA Margaret Lawrence Gallery, Melbourne, Australie
« Ukiyo-E », FRAC Pays de la Loire, Carquefou, France
« Driving in the Abyss Behind a 2 Big Tits Lorry Truck Truck Mental Ray », Ecole municipale des beaux-arts / Galerie Edouard Manet, Gennevilliers, France
2004
« (DA) Heavy Duty Self Made Material Boy Hardware Store », Galerie Loevenbruck, Paris, France
2003
« Scierie echo PKK », Public, Paris, France
2001
« Alma Skateshop », 40mcube, Rennes, France

## Expositions collectives
2019
« Fantasmes mammifères », Biennale de Lyon - Musée d'Art Contemporain, Lyon, France
« Indus 2 », Galerie Art Concept, Paris, France
« La Déesse Verte », Gare Saint Sauveur, Lille, France
« Habits of Modern Dwelling », LUNGLEY Gallery, Londres, Royaume-Uni
Micheline Szwajcer, Anvers, Belgique
2018
« GLAISE ROUSSE » Moly-Sabata – Fondation Albert Gleizes, Sablons, France
« Tissage/Tressage… quand la sculpture défile », Fondation Villa Datris, L'Isle-sur-la-Sorgue, France
« SCULPTER (faire à l’atelier) », Musée des beaux-arts, Frac Bretagne & La Criée centre d’art contemporain, Rennes, France
2017
« Misters Higgledy & Piggledy, a Deborah Bowmann collaboration with Daniel Dewar & Grégory Gicquel », deborah Bowmann, Bruxelles, Belgique
« Le musée absent », WIELS, Bruxelles, Belgique
« DOMESTIC Like Pre-Raphaelite Brotherhood », Truth & Consequences, Genève, Suisse
2016
« Luster, Clay in Sculpture Today », Fundment Foundation, Park de Oude Warande, Tilburg, Pays-Bas
« Céramiques d'artiste », Musée Municipal Urbain Cabrol, Villefranche de Rouergue, France
« Diorama », FRAC Poitou-Charentes, Angoulême, France
« Pastoral Myths », La Loge, Bruxelles, Belgique
« La Collection mise à nue par ses artistes, même », Lab'Bel - Belvédère Calonne de Sappel, Baume-les-Messieurs, France
« Figuration 1996 - 2016 », Johann Berggren Gallery, Malmö, Suède
« A Scratching not a Biting », Bureau, New York, États-Unis
2015 
« Words aren't the thing », Contemporary Art Centre, Vilnius, Lituanie
« Sevres outdoors », Cité de la céramique, Sèvres, France
« Invitation au voyage », CENTRALE for contemporary art, Bruxelles, Belgique
« Deep Screen », Parc Saint Léger, Pougues-les-Eaux, France
« ROC », Galerie du jour agnès b., Paris, France
2014
« Petals on the wind », Galerie Micheline Szwajcer, Bruxelles, Belgique
PLAY TIME Biennale d'art contemporain, 4ème édition, Les ateliers de Rennes, Rennes, France
2013
« De leur temps (4) », Le hangar à bananes, Nantes, France
« Decorum, Tapis et tapisseries d'artistes », Musée d'Art moderne de la Ville de Paris, Paris, France
« Labour and Wait », Santa Barbara Museum of Art, Californie, États-Unis
« La quinzaine radieuse », Association Piacé le Radieux, Piacé, France
« I Know You », IMMA, Irish Museum of Modern art, Dublin, Irelande
« VITTORIO BRODMANN - DEWAR & GICQUEL - MR. I », Graff Mourgue d'Algue, Genève, Suisse
« De belles sculptures contemporaines », Frac des Pays de la Loire, Carquefou, France
2012
« Le jour d'avant », Domaine départemental de la Garenne Lemot, Gétigné-Clisson, France
« Lost in LA » Los Angeles Municipal Art Gallery - Barnsdall Park, Los Angeles, États-Unis
Prix Marcel Duchamp 2012, Grand Palais, Paris, France
« La demeure Joyeuse II », Galerie Francesca Pia, Zurich, Suisse
« Conjuring for Beginners », Project Arts Centre, Dublin, Irelande
Exposition des artistes du prix Marcel Duchamp, Château de Tours, Paris, France
« Les feux de l'Amour », Frac Aquitaine, Bordeaux, France
« Manufacture », Centre PasquArt, Bienne, Suisse
2011
« Manufacture II », John Hansard Gallery, Southampton, Royaume-Uni
Yokohama Triennale 2011, Yokohama Museum of Art & NYK Waterfront Warehouse, Yokohama, Japon
« Safari », Lieu Unique, Nantes, France
« Manufacture » Parc Saint-Léger, Centre d'art contemporain, Pougues-les-Eaux, France
« Estate of Robert Filliou - Bob and Breakfast, Robert Filliou et ses invités par François Curlet », Galerie Nelson Freeman, Paris, France
« Echoes », Centre Culturel Suisse, Paris, France
« Making is Thinking », Witte de With, Center for contemporary Art, Rotterdam, Pays-Bas
2010
« Nos meilleurs souvenirs, Expérience Pommery #8 », Domaine Pommery, Reims, France
« XXIe Biennale internationale de Vallauris », Vallauris, France
« Dynasty » Palais de Tokyo - Musée d'Art moderne de la Ville de Paris / ARC, Paris, France
« Unto This Last », Raven Row, Londres, Royaume-Uni
« Bambaataa », Aliceday, Bruxelles, Belgique
« Temps retrouvé », Musée des beaux-arts, Angers, France
« Dans la forêt », Frac Nouvelle-Aquitaine MÉCA, Bordeaux, France
2009
« Insiders - pratiques, usages, savoir-faire », CAPC, Bordeaux, France
« Exposition », Galerie Loevenbruck, Paris, France
« Volta 5 », Markthalle, Bâle, Suisse
« La Force de l'Art 02 », Grand Palais, Paris, France
« Le travail de la rivière », Crédac, Ivry-sur-Seine, France
« Pragmatismus & Romantismus », Fondation d'entreprise Ricard, Paris, France
2008
« Château de Tokyo - Palais de Fontainebleau », Château de Fontainebleau, Fontainebleau, France
« Less is less, more is more, that's all! », CAPC, Bordeaux, France
« La Chute d'Eau », Circuit, Lausanne, France
« Amorce(s) », Ecole municipale des beaux arts, Galerie Edouard Manet, Gennevilliers, France
2007 
- « Hamsterwheel », Printemps de Septembre, Toulouse, France
- « Ultramoderne », Nausbaum & Reding Art Contemporain, Luxembourg, Luxembourg
- « Château de Tokyo / Tokyo Redux », Centre international d'art et de paysage, Île de Vassivière, France
- « New Economy », Artists Space, New York, États-Unis

2006
« Cosa Nostra », Glassbox, Paris, France
« Suites Baroques », Les Instants Chavirés, Montreuil, France
« Offshore », Musée d'Art Contemporain, Marseille, France
« Une Rétro-Perspective », Public, Paris, France
« BIG », Galerie Loevenbruck, Paris, France
« Supernova. Expérience Pommery #3 », Domaine Pommery, Reims, France
« Déjà 5 ans seulement », Galerie Loevenbruck, Paris, France
« Hradacany », La Générale, Paris, France
2005 
« Offshore », CAPC, Bordeaux, France
« Offshore », Fondation d'entreprise Ricard, Paris, France
« Est-ce bien de l'art ? », Abbaye du Ronceray, Angers, France
« Chantier public # 2 », Orangerie, Jardin du Thabor / 40mcube, Rennes, France
2004
« Prix Altadis- Arts plastiques », Palais de Tokyo, Paris, France
« It's hip to be square », Zoo galerie, Nantes, France
« Hyperstyle », Loop, Berlin, Allemagne
2003 
« Toutaneuzetri », Galerie Loevenbruck, Paris, France

## Dans l'espace public
- Le Pied, rue Jacques-Callot (Paris).
- Pantalon de jogging et mocassins à pampilles,  Pin Galant (Mérignac)

## Publications
- "Quelle heure est-il ? Daniel Dewar & Grégory Gicquel", Sébastien Planas, Anachronismes et autres manipulations spatio-temporelles[5], dossier thématique pour la revue 02, n°44, hiver 2007-2008
- Chantier Public[6], 40mcube éditions et Archibooks, 2005